# Aguasal
Aguasal est une commune de la province de Valladolid dans la communauté autonome de Castille-et-León en Espagne.

## Sites et patrimoine
- Église San Pedro (Saint-Pierre)

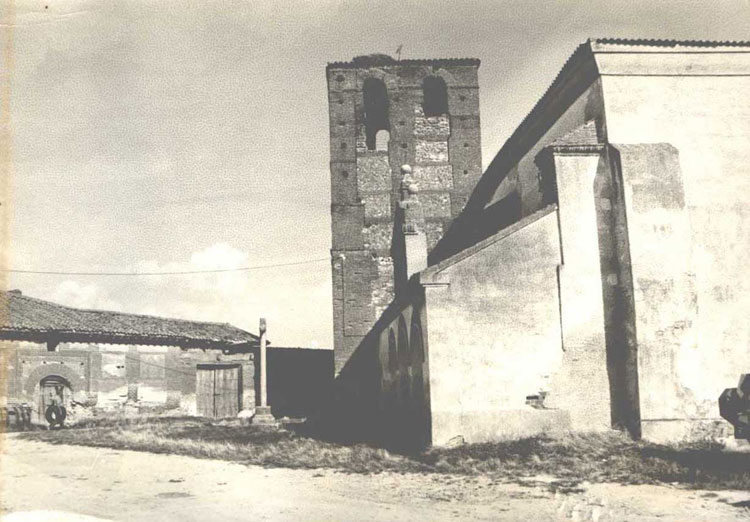
Église San Pedro. Fondation Joaquín Díaz.
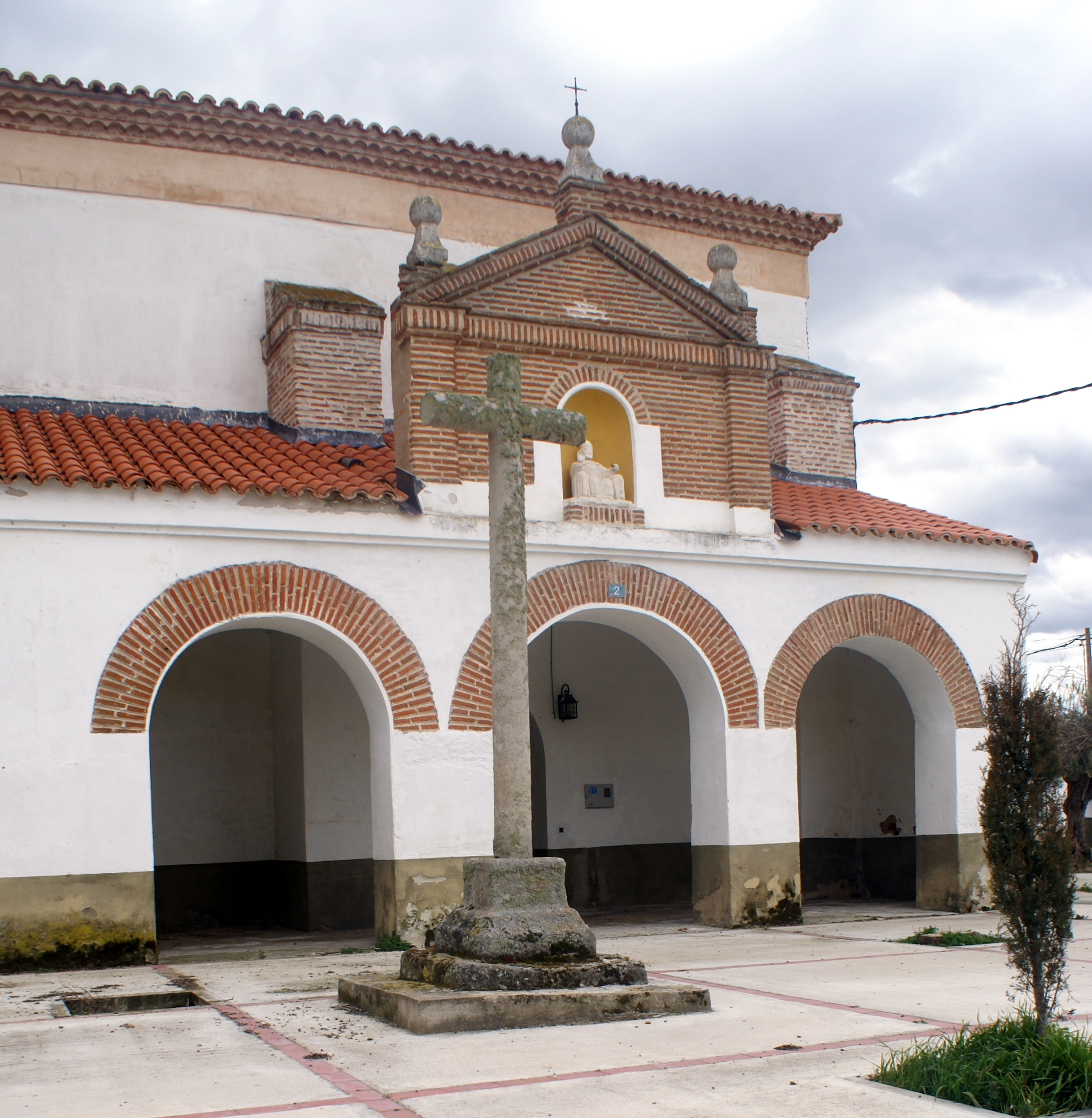
Façade de l'église San Pedro.